# Seiken no Blacksmith
Seiken no Blacksmith (jap. 聖剣の刀鍛冶, Seiken no Burakkusumisu; im Untertitel The Sacred Blacksmith genannt, dt. „Der heilige Schwertschmied“) ist eine Light-Novel-Reihe von Isao Miura mit Illustrationen von Luna. Die von November 2007 bis März 2013 veröffentlichte Buchreihe wurde sowohl als Manga-Reihe als auch als Anime-Fernsehserie adaptiert.

## Inhalt

### Handlung
Die junge Frau Cecily Cambell steht in der Tradition der Ritterfamilie, der sie entstammt, und besitzt einen großen Stolz. Doch der Glanz der Familie, deren Schwert sie in den Händen hält, ist längst verblasst. So zerbricht dieses bei ihrer ersten Konfrontation mit einem durchgedrehten Mann auf dem Marktplatz der mittelalterlichen Stadt. So wehrlos diesem Mann ausgesetzt, bekommt sie unerwartete Hilfe von Luke Ainsworth, einem jungen Mann, dessen Katana sich durch das Schwert des Wahnsinnigen wie durch Butter schneidet. Daraufhin verschwindet er mit seiner sehr jungen Begleiterin Lisa. Cecily schaut sich in der Stadt um und versucht, das Familienschwert reparieren zu lassen; jedoch wird ihr von jedem Schmied der Stadt davon abgeraten, da es nicht mehr zu reparieren sei.
Cecily gibt nicht auf und sucht das außerhalb gelegene Haus von Lisa und Luke auf. Dieser ist an dem Schwert und auch an ihr nur sehr wenig interessiert und weist sie ab. Als im Wald ein Kampf gegen übernatürliche Kreaturen entbrennt und die Wachen nichts gegen die Ungeheuer unternehmen können, ergreift Cecily die Initiative, obwohl sie mit gebrochenem Schwert wenig ausrichten kann. Abermals kommt ihr Luke zu Hilfe und kann das Monster vernichten. Das Familienschwert ging dabei kaputt und es zerbröselte dann.
Alsbald bekommt Cecily von ihren Vorgesetzten einen neuen Auftrag, das Dämonenschwert Aria zu beschützen. Dabei muss sie die für ungewöhnliche Erfahrung machen, das Aria sowohl ein Schwert als auch eine Frau ist. Zugleich ist Aria ein beliebtes Ziel für Übergriffe, da die Führung des Schwertes viel Macht verspricht. So muss sich Cecily sowohl der Angreifer erwehren als auch mit Aria selbst auseinandersetzen, die unter tiefen Depressionen leidet, da sie glaubt, nur ein Instrument zum Töten anderer Menschen zu sein. Bald gelingt es Cecily jedoch, ihr eine neue Rolle als Beschützerin der Menschen in der Stadt zu unterbreiten, was auch Aria einen Teil ihrer Lebensfreude zurückgibt. Die Angriffe selbst werden von einem geheimnisvollen Mann in schwarzer Kleidung organisiert, dessen Ergreifung jedoch jedes Mal fehlschlägt, auch dann als sie Cecily zusammen mit Aria als Köder verwenden wollten. Luke steht ihr dabei zumeist widerwillig zur Seite, da vor allem auch Lisa seine Hilfe erbittet.

### Charaktere
Cecily Cambell (セシリー・キャンベル)
Sie ist eine noch recht junge Soldatin aus traditionsreichen Familie. Daraus resultiert für sie ein starkes Ehrgefühl. Dennoch ist sie sehr guten Herzens, was ihr innerhalb der Stadt zu einem guten Ruf verhalf. Zu Beginn erfüllt sie die Rolle eines Soldaten nur ungenügend, da sie zum einen nur über sehr wenig Kampferfahrung verfügt und zum anderen nicht in der Lage ist, einen anderen Menschen zu töten. Zu Luke, dem sie mehrfach ihr Leben verdankt und auf dessen Hilfe sie immer wieder angewiesen ist, hat sie ein gespaltenes Verhältnis. So findet sie ihn zwar interessant,  würde dennoch nie in seiner Gegenwart zugeben, dass sie ihn leiden könnte.
Luke Ainsworth (ルーク・エインズワース)
Er ist ein außerhalb der Stadt hausender Schmied, der auf der Suche nach einem besonderen Schwert ist. Er rettet Cecily in den ersten Auseinandersetzungen mehrfach das Leben, besitzt aber ebenfalls einen sehr großen Stolz. In den Kämpfen verwendet er Katana, die er zusammen mit seiner Begleiterin Lisa schmiedet. Diese Waffen besitzen zwar nur eine begrenzte Haltbarkeit, haben aber magische Fähigkeiten, mit denen er auch scheinbar unbesiegbare Geschöpfe erledigen kann.
Lisa (リサ)
Sie ist eine noch ziemlich junge und naive Elfe, die Luke bei seiner Arbeit unterstützt. Sie baut sehr schnell eine Freundschaft zu Cecily auf und bringt sie im Zusammenspiel mit Luke immer wieder in Verlegenheit.
Aria (アリア)
Aria ist ein so genanntes Dämonenschwert und kann sowohl die Form eines mächtigen Schwertes, als auch die einer jüngeren Frau annehmen. Entstanden ist sie während des letzten großen Krieges und verlieh ihrem Träger große Macht. In der Schwertform vermag sie es die Angriffe ihres Besitzers mit der Kraft des Windes zu verstärken, sodass dieser auch Ziele außerhalb der Reichweite des Schwertes treffen kann. Als Waffe begehrt bestritt sie zahlreiche Kämpfe in deren Verlauf sie immer wieder hilflos mit ansehen musste, wie sie als Waffe dazu benutzt wurde, zahlreiche Widersacher zu töten. Dabei kam es auch oft vor, dass ihr Besitzer getötet wurde oder sich in einen Barbaren verwandelte, der andere Menschen tyrannisierte. Sich selbst nach ihrer Bestimmung fragend, findet sie eine erste Antwort darauf, als sie schließlich von Cecily geführt wird, die sie zum Schutz anderer Menschen einsetzen will.

## Entstehung und Veröffentlichungen
Die Light-Novel-Reihe Seiken no Blacksmith wurde von Isao Miura geschrieben. Die Illustrationen der Buchreihe stammen von einem Künstler mit Pseudonym Luna, der zuvor auch Miuras achtteilige Jōtō-Reihe bebilderte. Die 16 Bände umfassende Reihe wurde vom 22. November 2007 bis 23. August 2013 von Media Factory unter dem Label MF Bunko J veröffentlicht.
- Bd. 01: ISBN 978-4-8401-2083-8, 22. November 2007 (Knight)
- Bd. 02: ISBN 978-4-8401-2141-5, 25. Mai 2008 (Blacksmith)
- Bd. 03: ISBN 978-4-8401-2423-2, 25. September 2008 (Fool)
- Bd. 04: ISBN 978-4-8401-2602-1, 23. Januar 2009 (Hero)
- Bd. 05: ISBN 978-4-8401-2723-3, 25. März 2009 (Sacrifice)
- Bd. 06: ISBN 978-4-8401-2802-5, 25. Juni 2009 (New World)
- Bd. 07: ISBN 978-4-8401-3028-8, 25. September 2009 (Unrivaled)
- Bd. 08: ISBN 978-4-8401-3157-5, 25. Januar 2010 (Light&Darkness)
- Bd. 09: ISBN 978-4-8401-3283-1, 25. Mai 2010 (Last Wind)
- Bd. 10: ISBN 978-4-8401-3487-3, 25. November 2010 (Trial)
- Bd. 11: ISBN 978-4-8401-3931-1, 25. November 2011 (Women)
- Bd. 12: ISBN 978-4-8401-4534-3, 23. März 2012 (Sacred Sword)
- Bd. 13: ISBN 978-4-8401-4646-3, 25. Juli 2012 (Varbanill)
- Bd. 14: ISBN 978-4-8401-4903-7, 22. November 2012 (Varbanill 2)
- Bd. 15: ISBN 978-4-8401-5133-7, 25. März 2013 (Sacred Knight)
- Bd. 16: ISBN 978-4-8401-5253-2, 23. August 2013 (Lisa)

## Adaptionen

### Manga
Eine Adaption als Manga, die von Kōtarō Yamada gezeichnet wird, wurde vom 27. März 2009 (Ausgabe 5/2009) bis 27. Januar 2017 (Ausgabe 3/2017) im Manga-Magazin Comic Alive, das ebenfalls von Media Factory herausgegeben wird, veröffentlicht. Ende August 2016 gab der Autor bekannt, dass die Serie mit den nächsten zwei Kapiteln enden und der zehnte Band der letzte sein werde. Die Einzelkapitel wurden in 10 Sammelbände zusammengefasst:
- Bd. 1: ISBN 978-4-8401-2582-6, 23. Juni 2009
- Bd. 2: ISBN 978-4-8401-2928-2, 23. Oktober 2009
- Bd. 3: ISBN 978-4-8401-3304-3, 23. März 2010
- Bd. 4: ISBN 978-4-8401-3375-3, 22. September 2010
- Bd. 5: ISBN 978-4-8401-3769-0, 23. März 2011
- Bd. 6: ISBN 978-4-8401-4062-1. 22. November 2011
- Bd. 7: ISBN 978-4-8401-4710-1, 23. August 2012
- Bd. 8: ISBN 978-4-8401-5303-4, 23. August 2013
- Bd. 8: ISBN 978-4-8401-5303-4, 23. August 2013
- Bd. 9: ISBN 978-4-04-067258-8, 23. Februar 2015
- Bd. 10: ISBN 978-4-04-069042-1, 28. Februar 2017

Der dritte Band verkaufte sich in Japan über 35.000 Mal, der vierte über 32.000 Mal und der siebte über 23.000 Mal, womit diese drei Bände in die Manga-Verkaufscharts gelangten. Von November 2012 bis Januar 2018 erschien die Serie als The Sacred Blacksmith komplett auf Deutsch bei Egmont Manga. Die Übersetzung stammt von Christine Steinle. Eine englische Fassung erschien zunächst bei Tokyopop und später bei Seven Seas Entertainment. Doki-Doki brachte die Serie auf Französisch heraus und Ronin Manga auf Italienisch.

### Anime
Aufbauend auf der Buchreihe produzierte das Studio Manglobe im Jahr 2009 unter der Regie von Masamitsu Hidaka und nach dem Drehbuch von Masashi Suzuki eine Anime-Fernsehserie. Das Charakterdesign entwarf Jun Nakai und die künstlerische Leitung lag bei Michie Watanabe. Die Tonarbeiten leitete Satoshi Yano und für die Kameraführung war Kenji Takahashi verantwortlich. Die Produzenten waren Hiromasa Minami, Hiroshi Kudo, Kazuya Takahashi, Masazumi Katō, Shōji Hirako und Takashi Kochiyama.
Angekündigt wurde Seiken no Blacksmith in der vierten Ausgabe der Light-Novel vom 23. Januar 2009. Die Serie begann am 3. Oktober 2009 auf AT-X mit der Ausstrahlung innerhalb von Japan. In den folgenden Tagen begannen die Sender Chiba TV, Chukyo TV, Sun TV, Tokyo MX, TV Kanagawa und TV Saitama mit der Ausstrahlung der Serie. In den USA wurde die Serie von Funimation mit englischer Synchronisation veröffentlicht, ETC...TV zeigte sie in Chile. Die spanische Fassung wurde auch von mehreren Plattformen online veröffentlicht.

#### Synchronisation
| Rolle           | japanischer Sprecher (Seiyū) |
| --------------- | ---------------------------- |
| Cecily Campbell | Ayumi Fujimura               |
| Luke Ainsworth  | Nobuhiko Okamoto             |
| Lisa            | Aki Toyosaki                 |
| Aria            | Megumi Toyoguchi             |

#### Musik
Im Vorspann der Serie wurde der Titel Justice of Light, gesungen von Mayumi Gojo, verwendet. Der Abspann war mit dem Titel Miracle Happy Day (みらくるハッピーディ) der Seiyū Aki Toyosaki unterlegt. Die Musik der Serie stammt von Tamiya Terashima.